# Nestea
Nestea er et varemærke af flere varianter af iste. Produkterne blev fremstillet af Coca-Cola from til 2017, og var ejet og distribueret af Nestlé. Mærket tilbød både flydende drikkevarer og pulver blandinger. Nestea sælges stadig i visse Europæiske lande.